# Hans Düringer
Hans Düringer (auch Doring; * um 1420 in Thorn; † 1477 in Danzig) war ein Uhrmachermeister im 15. Jahrhundert.

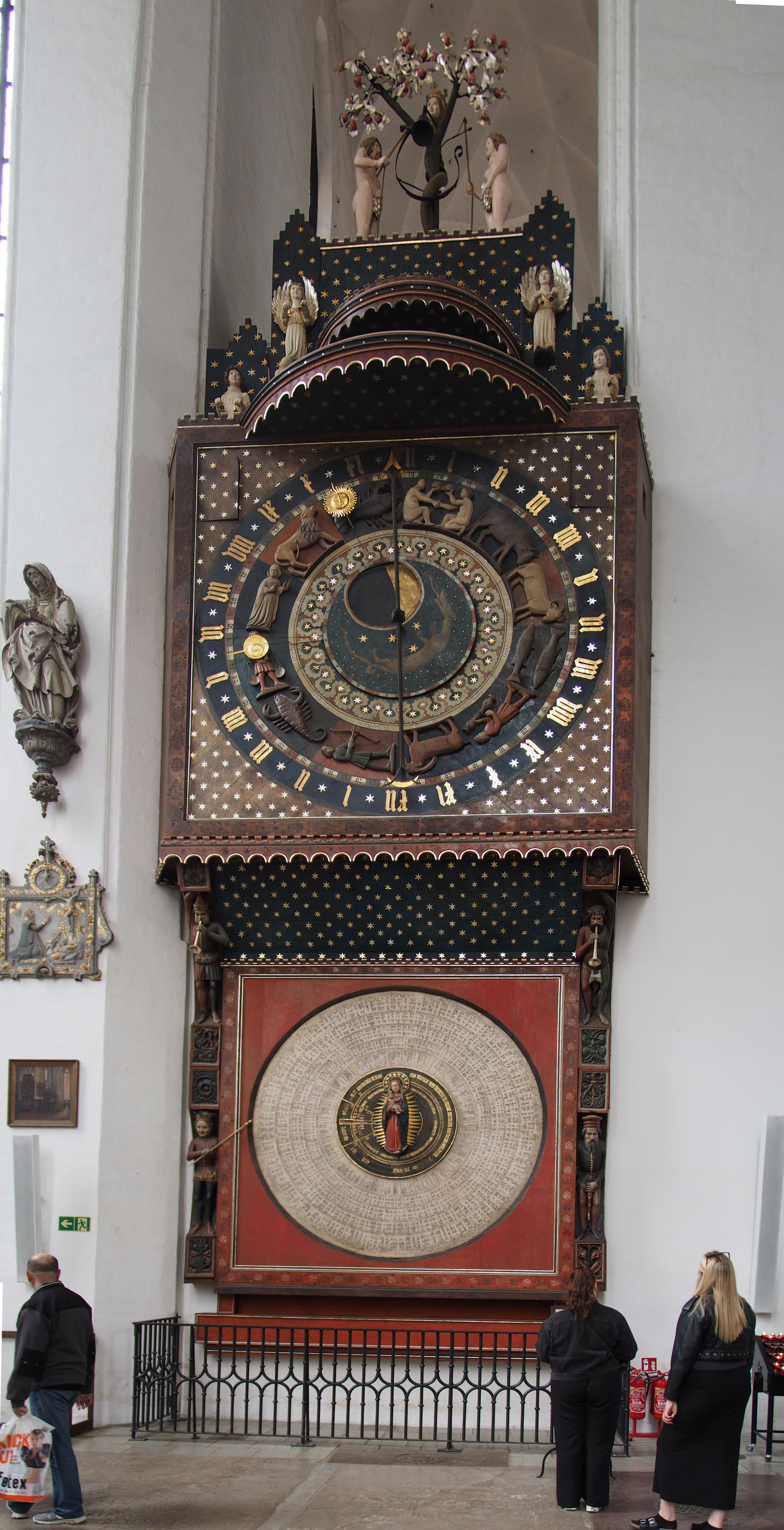
Astronomische Uhr Bazyliką Mariacką Gdańsk

## Leben und Werk
Über die Lebensumstände ist nur wenig bekannt, aber durch Dokumente gut belegt ist, dass er von 1466 bis ca. 1470 in Danzig (heute Gdańsk) die Astronomische Uhr in der dortigen Marienkirche (heute Bazylika Mariacka) erbaute. Aus der sehr großen, bis ins Detail reichenden Ähnlichkeit zu der astronomischen Uhr in der Marienkirche in Rostock, die im direkten zeitlichen Anschluss entstand, gilt – wenngleich nicht durch Dokumente belegt – als gesichert, dass er auch dort der Erbauer war.
Seine Berufsbezeichnung lautete zeitgenössisch „Zeigermeister“. Vergleiche im heutigen Polnischen:  Uhr = zegar, Uhrmacher = zegarmistrz. 
Hans Düringer stammte aus Thorn (heute Toruń); der Familienname deutet auf einen aus Thüringen stammenden Vorfahren hin. In den Jahren 1458 bis 1477 kommt Düringer / Doring als „Hans Doring d‘ Zeigermeister“ in vier Einträgen (Nr. 163, 527, 933 und 1481) in den Schöffenbüchern der Stadt vor. Es ging dabei um Immobilien- und Personenstandssachen; das zeigt, dass er dort lebte und nicht etwa nur auf der Durchreise war.
Anhand der Daten der Aufträge in Danzig und Rostock und unter realistischen Annahmen, wie alt er dabei gewesen sein könnte, lässt sich sein Geburtsjahr auf 1420 plus/minus 20 Jahre eingrenzen. Gestorben ist er 1477 in Danzig. Berichte, nach denen er in der dortigen Marienkirche begraben liegt, sind umstritten.
An der Astronomischen Uhr Danzig gibt es ein Porträt eines Mannes, von dem vermutet wird, es könne sich um sein Bildnis handeln. Da sich an der Rostocker Uhr ein auffallend ähnliches Porträt befindet, wird spekuliert, dass auch dies ein Selbstbildnis ist.

## Fehlzuschreibungen
Bei Düringers gelegentlich behaupteter Herkunft aus Lübeck oder Nürnberg handelt es sich um Irrtümer, die bereits 1929 zurückgewiesen wurden, aber weiter vorkommen. In keiner dieser beiden Städte gibt es in den Archiven irgendeinen Hinweis auf ihn.
In Paul Webers Die Sieben Wahrzeichen des alten Jena wurde vermutet, Düringer könne an der Rathausuhr in Jena (Schnapphans) mitgewirkt haben. Betrachtet man die näheren Umstände, ist das nicht plausibel. Im Archiv in Jena gibt es keinen Hinweis auf ihn. Dieselbe Quelle schreibt ihm den Bau der Rathausuhr in Großenhain zu. Auch dies ist nicht plausibel, denn in den Archiven dieser Stadt gibt es keinen Hinweis auf ihn.
In Danzig wird erzählt, nach Fertigstellung der Uhr seien Düringer die Augen ausgestochen worden, damit er nirgendwo anders etwas ähnlich Schönes erschaffen könne. Es handelt sich um eine Legende ohne sachliche Grundlage, die sinngemäß genauso auch über die Erbauer der astronomischen Uhren in Brescia, Cambrai, Münster, Lübeck, Lyon, Olomouc, Prag und Straßburg erzählt wird – sowie über den Architekten Jakowlew, der die Basiliuskathedrale in Moskau erbaute.